# الخمامجة وأولاد وشن (غياتة الغربية)
الخمامجة وأولاد وشن هي إحدى مشيخات المملكة المغربية، تتبع جغرافيا لإقليم تازة وإداريًا لغياتة الغربية. يقدر عدد سكانها بـ 3367 نسمة حسب الإحصاء الرسمي للسكان والسكنى لسنة 2004.